# Guitinières
Guitinières est une commune du Sud-Ouest de la France située dans le département de la Charente-Maritime (région Nouvelle-Aquitaine).
Ses habitants sont appelés les Guitiniérois et les Guitiniéroises.

## Géographie

### Communes limitrophes
|                             | Clion            |                       |
| Saint-Sigismond-de-Clermont | Guitinières      | Saint-Hilaire-du-Bois |
|                             | Nieul-le-Virouil |                       |

### Relief
Le relief est légèrement vallonné avec des altitudes qui varient de 27 à 66 m.

### Hydrographie
La commune est traversée, à l'ouest du bourg par la Maine (ou Rochette), affluent de la Seugne, sur une longueur de 5 km. La Maine définit au nord-ouest la limite avec la commune de Saint-Sigismond-de-Clermont. Au sud, le confluent du Tarnac (ou Font-Maigret ou ruisseau de Fanioux) et de la Maine dessine la limite avec Nieul-le-Virouil.
La commune est rattachée à la circonscription du bassin Adour-Garonne suivant les lignes de partage des eaux.

### Occupation des sols
Les terres agricoles occupent 86,5 % du sol, les forêts et les milieux semi-naturels en représentent 12,4 %. Le sud et l'ouest de la commune sont dans le périmètre de la forêt de la Lande. Les terres viticoles sont situées en zone d'appellation « Fins Bois » des crus de Cognac.
Une déchetterie gérée par l'ADEME a été aménagée dans le sud de la commune.

### Climat
La zone est soumise à un climat océanique aquitain avec des hivers doux, des étés tempérés et des précipitations élevées en automne et en hiver. 

### Hameaux et lieux-dits d'habitation
Outre le bourg, le territoire de la commune compte plusieurs hameaux et lieux-dits : la Rochette, Chez Blandin, Chez Durandet, Charpreau, le Clône, la Picoulade, les Maisons Neuves.

### Voies de communication et transports
La commune est traversée d'est en ouest par la route départementale 148 (RD 148) qui relie Celles à Port-Vitrezay.
La route nationale 137 (RN 137) reliant Saint-Malo à Bordeaux passe à 6 km du bourg. Elle est accessible en suivant la RD 148 jusqu'au lieu-dit de la Bergerie, sur la commune de Nieul-le-Virouil. La sortie « Mirambeau » (no 37) de l'autoroute A10 qui relie Paris à Bordeaux est à 10 km.
De 1896 à 1938, Guitinières fut desservie par la ligne de tramway Saintes-Saint-Fort-sur-Gironde-Jonzac de la compagnie des Chemins de Fer Économiques des Charentes (CFEC). Les rails ont été déposés par les troupes allemandes pendant la Seconde Guerre mondiale pour être utilisés comme matériaux de construction du mur de l'Atlantique.
La gare de Clion-sur-Seugne est à 5 km au nord de Guitinières.
La gare de Jonzac est à 7 km à l'est : elle est située sur la voie ferrée Nantes-Bordeaux où circulent les Intercités Nantes-Bordeaux-Toulouse. Une navette d'autocars Pons -Jonzac-Meux-Barbezieux-Angoulême assure la liaison avec la ligne de TGV Paris-Bordeaux.
L'aérodrome de Jonzac - Neulles est à 10 km.

## Urbanisme

### Typologie
Au 1er janvier 2024, Guitinières est catégorisée commune rurale à habitat dispersé, selon la nouvelle grille communale de densité à 7 niveaux définie par l'Insee en 2022.
Elle est située hors unité urbaine. Par ailleurs la commune fait partie de l'aire d'attraction de Jonzac, dont elle est une commune de la couronne,. Cette aire, qui regroupe 35 communes, est catégorisée dans les aires de moins de 50 000 habitants,.

### Occupation des sols
L'occupation des sols de la commune, telle qu'elle ressort de la base de données européenne d’occupation biophysique des sols Corine Land Cover (CLC), est marquée par l'importance des territoires agricoles (87,5 % en 2018), une proportion identique à celle de 1990 (87,5 %). La répartition détaillée en 2018 est la suivante : 
terres arables (48,5 %), zones agricoles hétérogènes (18,8 %), forêts (12,5 %), prairies (11 %), cultures permanentes (9,2 %). L'évolution de l’occupation des sols de la commune et de ses infrastructures peut être observée sur les différentes représentations cartographiques du territoire : la carte de Cassini (XVIIIe siècle), la carte d'état-major (1820-1866) et les cartes ou photos aériennes de l'IGN pour la période actuelle (1950 à aujourd'hui).

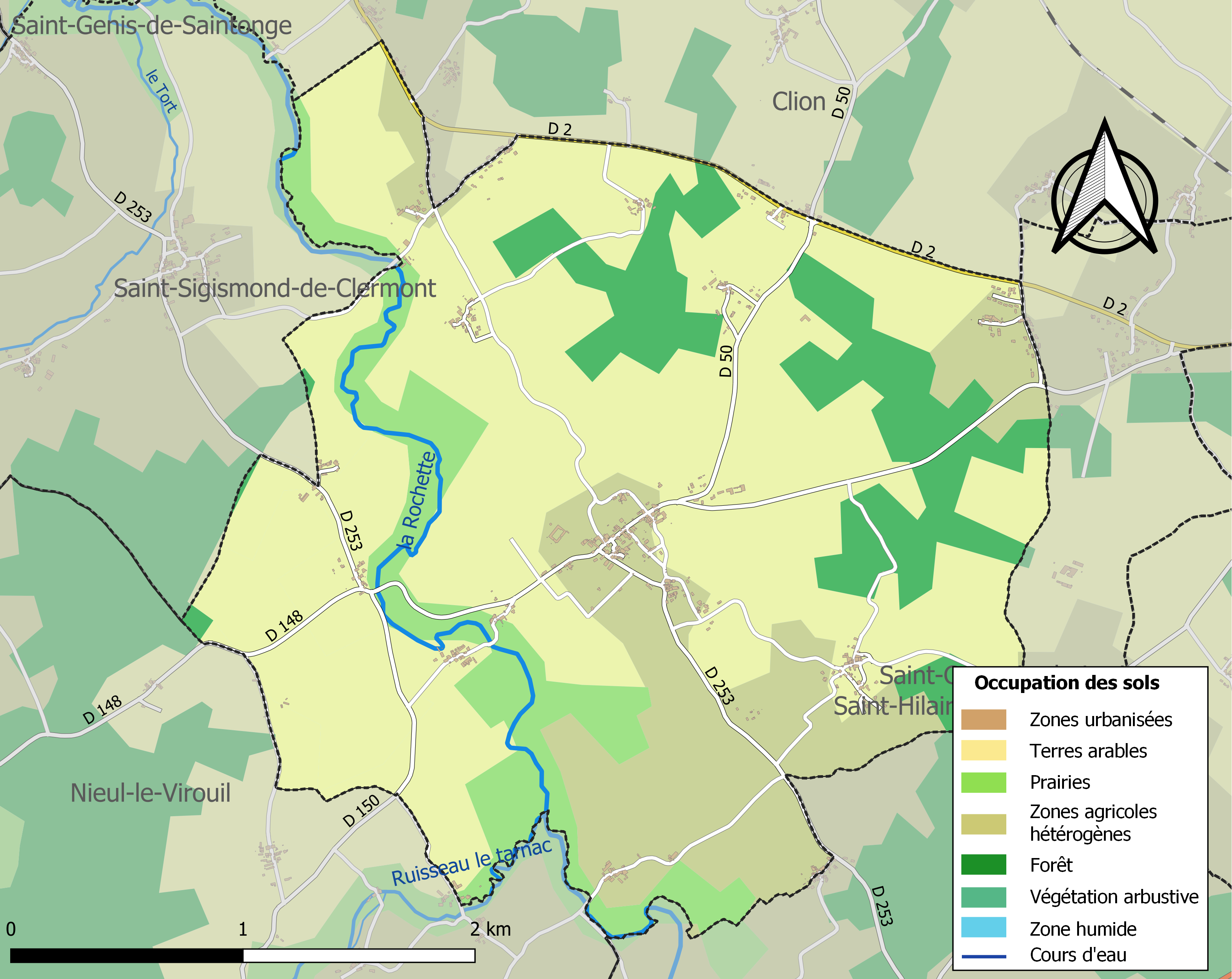
Carte des infrastructures et de l'occupation des sols de la commune en 2018 (CLC).

### Risques majeurs
Le territoire de la commune de Guitinières est vulnérable à différents aléas naturels : météorologiques (tempête, orage, neige, grand froid, canicule ou sécheresse), inondations, mouvements de terrains et séisme (sismicité faible). Il est également exposé à un risque technologique,  le transport de matières dangereuses. Un site publié par le BRGM permet d'évaluer simplement et rapidement les risques d'un bien localisé soit par son adresse soit par le numéro de sa parcelle.

#### Risques naturels
Certaines parties du territoire communal sont susceptibles d’être affectées par le risque d’inondation par débordement de cours d'eau, notamment la Rochette et le ruisseau Tarnac. La commune a été reconnue en état de catastrophe naturelle au titre des dommages causés par les inondations et coulées de boue survenues en 1982, 1993, 1999 et 2010,.

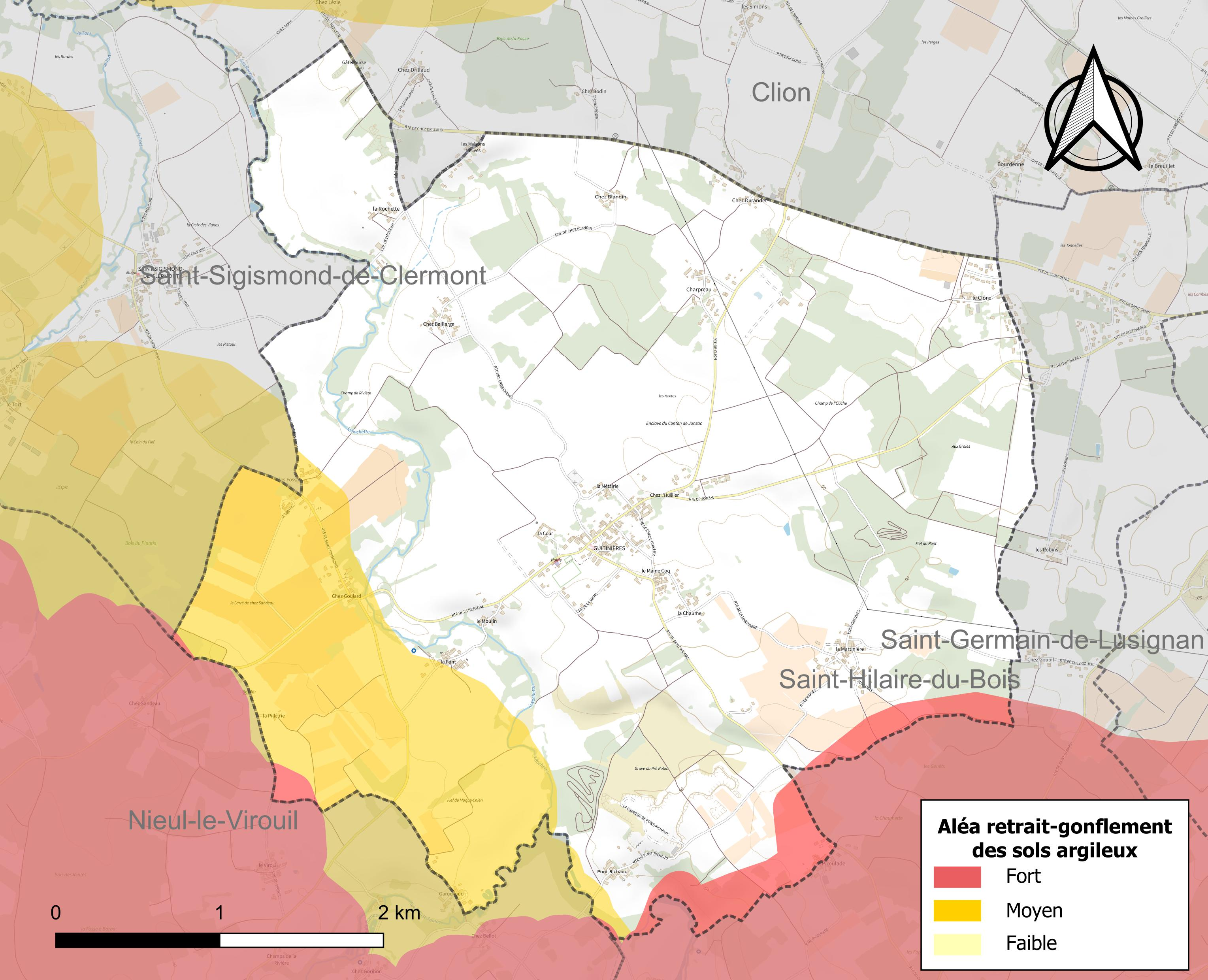
Carte des zones d'aléa retrait-gonflement des sols argileux de Guitinières.

Les mouvements de terrains susceptibles de se produire sur la commune sont des affaissements et effondrements liés aux cavités souterraines (hors mines) et des tassements différentiels. Par ailleurs, afin de mieux appréhender le risque d’affaissement de terrain, l'inventaire national des cavités souterraines permet de localiser celles situées sur la commune.
Le retrait-gonflement des sols argileux est susceptible d'engendrer des dommages importants aux bâtiments en cas d’alternance de périodes de sécheresse et de pluie. 18,5 % de la superficie communale est en aléa moyen ou fort (54,2 % au niveau départemental et 48,5 % au niveau national). Sur les 253 bâtiments dénombrés sur la commune en 2019,  28 sont en aléa moyen ou fort, soit 11 %, à comparer aux 57 % au niveau départemental et 54 % au niveau national. Une cartographie de l'exposition du territoire national au retrait gonflement des sols argileux est disponible sur le site du BRGM,.
Par ailleurs, afin de mieux appréhender le risque d’affaissement de terrain, l'inventaire national des cavités souterraines permet de localiser celles situées sur la commune.
Concernant les mouvements de terrains, la commune a été reconnue en état de catastrophe naturelle au titre des dommages causés par la sécheresse en 2003 et par des mouvements de terrain en 1999 et 2010.

#### Risques technologiques
Le risque de transport de matières dangereuses sur la commune est lié à sa traversée par une ou des infrastructures routières ou ferroviaires importantes ou la présence d'une canalisation de transport d'hydrocarbures. Un accident se produisant sur de telles infrastructures est susceptible d’avoir des effets graves sur les biens, les personnes ou l'environnement, selon la nature du matériau transporté. Des dispositions d’urbanisme peuvent être préconisées en conséquence.

## Toponymie
Le nom de Guitinières serait apparu vers le XIIIe siècle comme la plupart des noms de lieux se terminant par le suffixe « -ière » qui dérive du bas latin aria (lui-même dérivé du latin classique area) et signifie «terre à bâtir, domaine», en particulier dans l'ouest de la France,. Le préfixe Guitin-, dont on peut supposer qu'il s'agissait du propriétaire du lieu, vient peut-être d'Aquitanus (d'Aquitaine) par affaiblissement du q intervocalique en g, comme dans aequalem qui a donné égal ou Aquistriae qui a donné Guîtres.

## Histoire
Ce qui est aujourd'hui la commune de Guitinières se trouvait à proximité de la voie romaine de Saintes à Blaye passant par Pons et Plassac, trajet qui fut ensuite emprunté par les pèlerins vers Saint-Jacques de Compostelle.
À partir de 1152, la Saintonge devient une possession d'Henri II Plantegenêt, duc d'Anjou et d'Aquitaine, roi d'Angleterre. Les seigneurs de Pons, vassaux des Lusignan, comtes de Poitou, prêtent allégeance à son fils Richard Cœur de Lion.
Vers 1200, Renaud II de Pons (en), aîné du second mariage d'Agnès d'Angoulême avec Geoffroy III de Pons (en), aurait eu en partage le château du Viroul (aujourd'hui sur la commune de Nieul-le-Virouil) ainsi que la Châtellenie de Plassac, qui contrôlait entre autres le territoire sur lequel s'étend aujourd'hui la commune de Guitinières.
Un vase en argile à anse double contenant près de 2 000 pièces de monnaie féodale fut découvert en 1939 dans les soubassements d'une maison de Guitinières. L'analyse des pièces a suggéré que le trésor avait été enfoui entre 1223 et 1242. Plus de 80 % étaient des deniers d'Aquitaine frappés du sceau de Richard Cœur de Lion. Ce trésor appartenait probablement à un commerçant ou paysan aisé, soucieux de préserver son avoir. Dans la première moitié du XIIIe siècle, la région fut en effet le lieu d'affrontements itératifs entre le parti du roi de France et celui du roi d'Angleterre, duc d'Aquitaine. À la guerre s'ajoutaient les attaques de bandits. Ainsi en 1236 des bandes armées ont pillé la région, se réclamant au service de la Maison de Lusignan, sous le prétexte de préparer une nouvelle croisade.
Ce fut Renaud VI (vers 1343-1426), seigneur de Pons et de Viroul qui par une action déterminée en faveur du roi de France renversa définitivement les alliances et concourut au ralliement de l'Aquitaine au royaume de France, qui mit finalement un terme à la guerre de Cent Ans.
Geoffroy d'Aydie, vicomte de Castillon fut le fondateur de la branche des Guitinières,,. Il était le troisième fils d'Odet d'Aydie (1455-1534) et d'Anne de Pons, fille cadette de Guy de Pons (1431-1510) et d'Isabel de Foix. Antoine d'Aydie (décédé en 1627), petit-fils de Geoffroy d'Aydie, épousa en 1589 Jeanne Eyquem de Montaigne (décédée en 1614), fille de Geoffroy Eyquem de Montaigne (1547-1613), conseiller au Parlement de Bordeaux. Elle était la cousine germaine de Michel Eyquem de Montaigne.

## Administration

### Liste des maires
| Période                                  | Période  | Identité             | Étiquette | Qualité     |
| ---------------------------------------- | -------- | -------------------- | --------- | ----------- |
| 2001                                     | 2014     | Jacqueline Goyeau    |           |             |
| 2014                                     | En cours | Jean-Philippe Potier |           | Agriculteur |
| Les données manquantes sont à compléter. |          |                      |           |             |

### Région
À la suite de la mise en application de la réforme administrative de 2014 ramenant le nombre de régions de France métropolitaine de 22 à 13, la commune appartient depuis le 1er janvier 2016 à la région Nouvelle-Aquitaine, dont le chef-lieu est Bordeaux. De 1972 au 31 décembre 2015, elle a appartenu à la région Poitou-Charentes, dont le chef-lieu était Poitiers.

## Population et Société

### Évolution démographique
L'évolution du nombre d'habitants est connue à travers les recensements de la population effectués dans la commune depuis 1793. Pour les communes de moins de 10 000 habitants, une enquête de recensement portant sur toute la population est réalisée tous les cinq ans, les populations de référence des années intermédiaires étant quant à elles estimées par interpolation ou extrapolation. Pour la commune, le premier recensement exhaustif entrant dans le cadre du nouveau dispositif a été réalisé en 2005.

En 2022, la commune comptait 479 habitants, en évolution de −8,59 % par rapport à 2016 (Charente-Maritime : +4,04 %, France hors Mayotte : +2,11 %).
| 1793 | 1800 | 1806 | 1821 | 1831 | 1836 | 1841 | 1846 | 1851 |
| ---- | ---- | ---- | ---- | ---- | ---- | ---- | ---- | ---- |
| 524  | 507  | 540  | 534  | 507  | 488  | 480  | 503  | 484  |

| 1856 | 1861 | 1866 | 1872 | 1876 | 1881 | 1886 | 1891 | 1896 |
| ---- | ---- | ---- | ---- | ---- | ---- | ---- | ---- | ---- |
| 490  | 471  | 470  | 459  | 477  | 470  | 439  | 445  | 417  |

| 1901 | 1906 | 1911 | 1921 | 1926 | 1931 | 1936 | 1946 | 1954 |
| ---- | ---- | ---- | ---- | ---- | ---- | ---- | ---- | ---- |
| 394  | 387  | 383  | 381  | 353  | 403  | 366  | 368  | 380  |

| 1962 | 1968 | 1975 | 1982 | 1990 | 1999 | 2005 | 2006 | 2010 |
| ---- | ---- | ---- | ---- | ---- | ---- | ---- | ---- | ---- |
| 371  | 371  | 378  | 327  | 343  | 371  | 392  | 400  | 419  |

| 2015 | 2020 | 2022 | - | - | - | - | - | - |
| ---- | ---- | ---- | - | - | - | - | - | - |
| 516  | 495  | 479  | - | - | - | - | - | - |

### Pyramide des âges
La population de la commune est relativement âgée.
En 2018, le taux de personnes d'un âge inférieur à 30 ans s'élève à 27,4 %, soit en dessous de la moyenne départementale (29 %). À l'inverse, le taux de personnes d'âge supérieur à 60 ans est de 34 % la même année, alors qu'il est de 34,9 % au niveau départemental.
En 2018, la commune comptait 268 hommes pour 262 femmes, soit un taux de 50,57 % d'hommes, largement supérieur au taux départemental (47,85 %).
Les pyramides des âges de la commune et du département s'établissent comme suit.
| Hommes | Classe d’âge | Femmes |
| ------ | ------------ | ------ |
| 1,6    | 90 ou +      | 0,8    |
| 7,6    | 75-89 ans    | 7,4    |
| 27,2   | 60-74 ans    | 23,3   |
| 22,8   | 45-59 ans    | 26,2   |
| 13,2   | 30-44 ans    | 15,1   |
| 12,0   | 15-29 ans    | 13,0   |
| 15,5   | 0-14 ans     | 14,2   |

| Hommes | Classe d’âge | Femmes |
| ------ | ------------ | ------ |
| 1,1    | 90 ou +      | 2,6    |
| 10,1   | 75-89 ans    | 12,6   |
| 22     | 60-74 ans    | 23,2   |
| 20,1   | 45-59 ans    | 19,7   |
| 16,1   | 30-44 ans    | 15,6   |
| 15,2   | 15-29 ans    | 12,7   |
| 15,4   | 0-14 ans     | 13,6   |

### Emploi
En 2012, le taux de chômage (9,7 %) est un peu inférieur à la moyenne nationale (10,6 %). Parmi les personnes de plus de 15 ans ayant un emploi (49,3 % des habitants de la commune), 79,1 % sont des salariés (67,5 % sont fonctionnaires ou en CDI). Les non-salariés sont soit des indépendants (9,3 % des actifs ayant un emploi), soit des employeurs (11,4 %). Les actifs sont 80,8 % à travailler dans une autre commune.

### Logement
La grande majorité des logements sont des maisons individuelles (94,2 %), comportant 4 pièces ou plus (78,3 %). Ces maisons sont le plus souvent des résidences principales (78,2 %), dont 46,6 % ont été construites depuis 1946. Les occupants sont propriétaires dans 74,3 % des cas. Les résidences secondaires et logements occasionnels représentent 15,1 % de l'ensemble des logements, ce qui est inférieur à la moyenne en Charente-Maritime (21 % en 2007) mais supérieur à la moyenne des communes hors littoral (8,3 %).

### Enseignement
La commune dépend de l'académie de Poitiers, en Zone A du calendrier scolaire ; elle administre une école élémentaire d'une quarantaine d'élèves.
Les établissements d'enseignement secondaire les plus proches se situent à Jonzac (7 km), Saint-Genis-de-Saintonge (8 km) et Mirambeau (10 km) : il s'agit des collèges  Léopold Dussaigne à Jonzac, Maurice Chastang à Saint-Genis-de-Saintonge, Didier Daurat à Mirambeau, et des lycées Jean Hyppolite à Jonzac, du lycée professionnel agro-viticole Le Renaudin à Jonzac et du lycée agricole privé Saint-Antoine à Saint-Genis-de-Saintonge.
Les universités les plus proches sont l'université de Bordeaux (83 km) et l'université de La Rochelle (113 km).

### Sport et culture
La commune de Guitinières partage avec celle de Nieul-le-Virouil une association sportive, l'ASGN (Association sportive de Guitinières et Nieul), qui propose un club de football et diverses autres activités telles que des randonnées pédestres. Les Hirondelles Guitinières, club affilié à la Fédération française d'éducation physique et de gymnastique volontaire (FFEPGV) propose des activités physiques et sportives. La commune dispose en outre d'une ACCA (Association Communale de Chasse Agréée).
La bibliothèque de Guitinières, en cours d'informatisation, fait partie du réseau des Médiathèques de Haute-Saintonge.

## Lieux et monuments

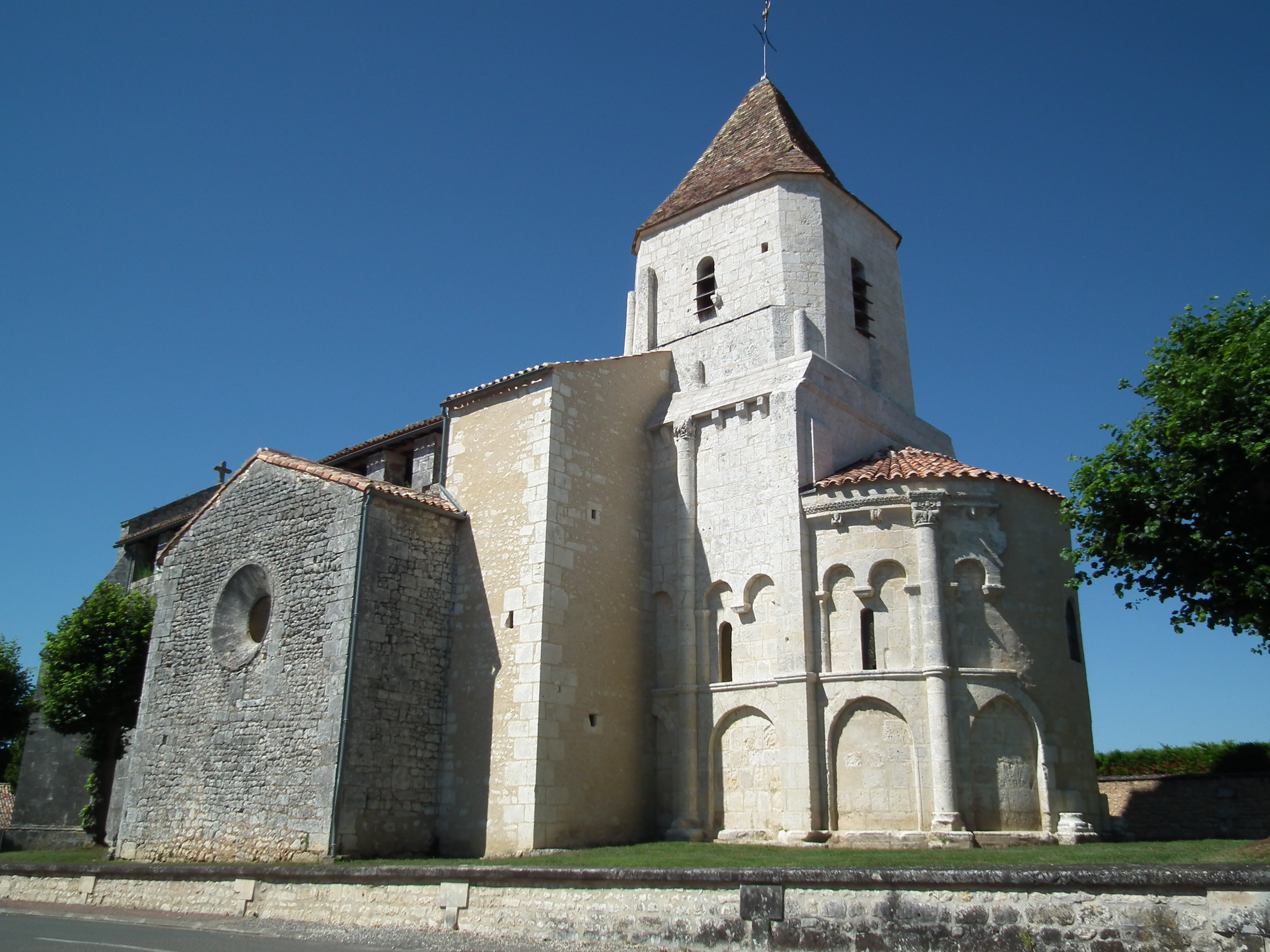
L'église Saint-Romain, Guitinières.

L'église Saint-Romain, édifiée au XIIe siècle dans le style roman, a été fortifiée au XVIIe siècle. Elle a fait l'objet d'inscriptions au titre des monuments historiques en 1925 et 2000.

## Personnalités liées à la commune
- Geoffroy d'Aydie, (XVe siècle), vicomte de Castillon fut le premier seigneur de Guitinières[25],[26],[27].
- Jeanne Eyquem de Montaigne (décédée en 1614), épouse d'Antoine d'Aydie, seigneur de Guitinières, elle était la cousine germaine de Michel de Montaigne.